# Stefan Denolioubov
 (janvier 2018).
Stefan Denolioubov (en bulgare : Стефан Денолюбов ; SBOTCC : Stefan Denolyubov), né le 22 janvier 1968 à Varna, est un acteur bulgare. Il a tenu des rôles principaux dans plusieurs films réalisés par Kristina Grozeva et Petar Valtchanov, puis a tourné avec Tsvetodar Markov et Stefan Komandarev.

## Filmographie
- Blaga's Lessons (2023)
- Posoki (2017)
- While Aya Was Sleeping (2016)
- Glory (2016)
- The Lesson (2015)
- Avariyno katzane (2010)